# Orpí (kommunhuvudort)
Orpí är en kommunhuvudort i Spanien.   Den ligger i provinsen Província de Barcelona och regionen Katalonien, i den östra delen av landet, 500 km öster om huvudstaden Madrid. Orpí ligger 488 meter över havet och antalet invånare är 202.
Terrängen runt Orpí är lite kuperad. Runt Orpí är det ganska tätbefolkat, med 62 invånare per kvadratkilometer. Närmaste större samhälle är Igualada, 7,7 km nordost om Orpí. 